# Chris Bay
Chris Bay (Nürnberg, Njemačka 10. srpnja 1968.) njemački je glazbenik, najpoznatiji kao osnivač, pjevač, gitarist i klavijaturist njemačkog power metal sastava Freedom Call. Bay je grupu osnovao 1998. godine i danas je njezin jedini preostali prvobitni član.
Bay također piše većinu teksta i glazbe za skupinu, koja je poznata po jako veselom power metal zvuku i temama. Dosad je objavila 10 studijskih albuma.
Objavio je prvi samostalni album Chasing the Sun 2018. godine.

## Diskografija
Freedom Call
- Stairway to Fairyland (1999.)
- Crystal Empire (2001.)
- Eternity (2002.)
- The Circle of Life (2005.)
- Dimensions (2007.)
- Legend of the Shadowking (2010.)
- Land of the Crimson Dawn (2012.)
- Beyond (2014.)
- Master of Light (2016.)
- M.E.T.A.L. (2019.)

Samostalno
- Chasing the Sun (2018.)